# 德波角
德波角（英語：Depeaux Point）是南極洲的海岬，位於威廉群島，處於彼德曼島南端，由讓-巴蒂斯特·夏古率領的法國探險隊發現和命名，現時由南極條約體系管理。